# گاتزولا
گاتزولا (به ایتالیایی: Gazzola) یک منطقهٔ مسکونی در ایتالیا است که در استان پیاچنزا واقع شده‌است.

## خصوصیات
گاتزولا ۴۴٫۱ کیلومترمربع مساحت و ۱٬۸۵۶ نفر جمعیت دارد.